# 馮弘
馮 弘（ふう こう、? - 438年）は、五胡十六国時代の北燕の第3代天王。

## 人物
漢人で、晋の長楽郡信都県の出身。馮跋の弟。父は馮安。もとは中山公となっていた。馮跋の病が篤くなると、妾の宋氏が後継者の馮翼を差し置いて我が子を即位させようと謀った。馮弘はこの対立につけこんで宋氏を殺し実権を握ると、それを知った馮跋がショックのあまり急逝した。そこで馮弘は天王となり、馮翼ら馮跋の子全員を殺害した。
南朝宋へ入朝し、燕王に封ぜられた（435年 - 436年）。
北魏の攻撃を受けて国は滅び、436年（太興6年）に高句麗に亡命した。しかし、高句麗が冷遇していると不満をもった馮弘は宋と接触し、宋は王白駒を派遣して馮弘を連れ帰ろうとしたが、事態を察知した高句麗の長寿王の王命により、孫漱と高仇によって438年に殺害された。

## 考証
八王の乱以来、東晋を経て劉宋に至るまで大規模な人口移動が発生した。数十万人から百万人と推算される中国人の移住は集団的なものであり、華北の戦乱と異民族支配から脱するためのものだった。大量の移住を誘発した華北の混乱は北魏の華北統一、東魏と西魏の分裂、北周の再統一で一段落するが、この時期に多くの中国人が遼河を越えて高句麗に入国した。前燕は苻堅の前秦により敗亡するが、この過程で前燕から慕容評が高句麗に亡命した。385年以前と推定される幽州・冀州の流民の高句麗流入も、前秦と後燕の闘争の混乱のなかで高句麗に流入したとみられる。また、北燕の馮丕と馮弘が首都の和龍城民を率いて高句麗に亡命したことも注目される。高句麗が中国系移民を必要とした理由は、五胡十六国の動乱は、北魏が華北を平定したことで収拾されるが、それは、北魏が高句麗まで押し寄せることを意味し、高句麗が北燕の馮弘を迎え入れたのは、東進する北魏の勢力拡大を牽制する意味があった。馮弘を平郭に安置したのは、平郭は遼河に近いため、遼西を狙える位置にあるためである。劉宋、柔然、夏、北燕、北涼、氐、吐谷渾は北魏の侵攻を受け、巨大な被害を被るが、高句麗は東アジア諸国・諸民族が巻き込まれた中国の対立と距離を置くことができた。国境を接する華北の安定が高句麗政権安定の礎となった意義は大きく、この役割に中国系移民が寄与した。また、華北の動乱による中国系移民の流入は、高句麗に新文化をもたらし、高句麗の国政整備及び軍備拡張による国家発展に巨大な役割を果たした。